# Specificità biologica
In biologia, la specificità biologica è la tendenza di una caratteristica come un comportamento o una variazione biochimica a verificarsi in una particolare specie.
Il biochimico Linus Pauling affermava che "La specificità biologica è l'insieme delle caratteristiche degli organismi viventi o dei costituenti degli organismi viventi di essere speciali o di fare qualcosa di speciale. Ogni specie animale o vegetale è speciale, differisce in qualche modo da tutte le altre specie... la specificità biologica è il problema principale nella comprensione della vita."

## Suddivisioni
A seconda dei casi, le caratteristiche biologiche possono essere ulteriormente descritte come interspecifiche, intraspecifiche e conspecifiche.

## Interspecificità
L'interspecificità (letteralmente "tra le specie"), o l'essere interspecifico, descrive i problemi tra individui di specie separate. Questi possono includere:
- Comunicazione interspecifica, comunicazione tra diverse specie di animali, piante, funghi o batteri
- Competizione interspecifica, quando individui di specie diverse competono per la stessa risorsa in un ecosistema
- Alimentazione interspecifica, quando gli adulti di una specie nutrono i giovani di un'altra specie
- Ibridazione interspecifica
- Interazione interspecifica, quando gli organismi di una specie o comunità hanno effetti su quelli di un'altra
- Gravidanza interspecifica, quando una gravidanza coinvolge un embrione o feto appartenente ad un'altra specie rispetto al portatore

### Intraspecificità
L'intraspecificità (letteralmente "all'interno delle specie"), o l'essere intraspecifico, descrive i comportamenti, le variazioni biochimiche e altri problemi all'interno degli individui di una singola specie. Questi possono includere:
- Antagonismo intraspecifico, quando individui della stessa specie sono ostili l'uno all'altro
- Competizione intraspecifica, quando individui o gruppi di individui appartenenti alla stessa specie competono per la stessa risorsa in un ecosistema
- Ibridazione intraspecifica
- Mimetismo intraspecifico

### Conspecificità
Due o più singoli organismi, popolazioni o taxa sono conspecifici se appartengono alla stessa specie. Dove le diverse specie possono incrociarsi e i loro gameti competere tra loro, i gameti conspecifici hanno la precedenza sui gameti eterospecifici. Questo è noto come precedenza spermatica conspecifica, o precedenza pollinica conspecifica nelle piante.

### Eterospecificità
Il contrario della specificità è il termine eterospecificità: due individui sono eterospecifici se sono considerati appartenenti a specie biologiche diverse.

## Concetti correlati
Da non confondere con Congenico.
I congeneri sono organismi appartenenti allo stesso genere.